# Sosnowiec
Sosnowiec é uma cidade da Polônia, na voivodia da Silésia. Estende-se por uma área de 91,06 km², com 204 013 habitantes, segundo os censos de 2018, com uma densidade de 2267,9 hab/km².

## Imagens

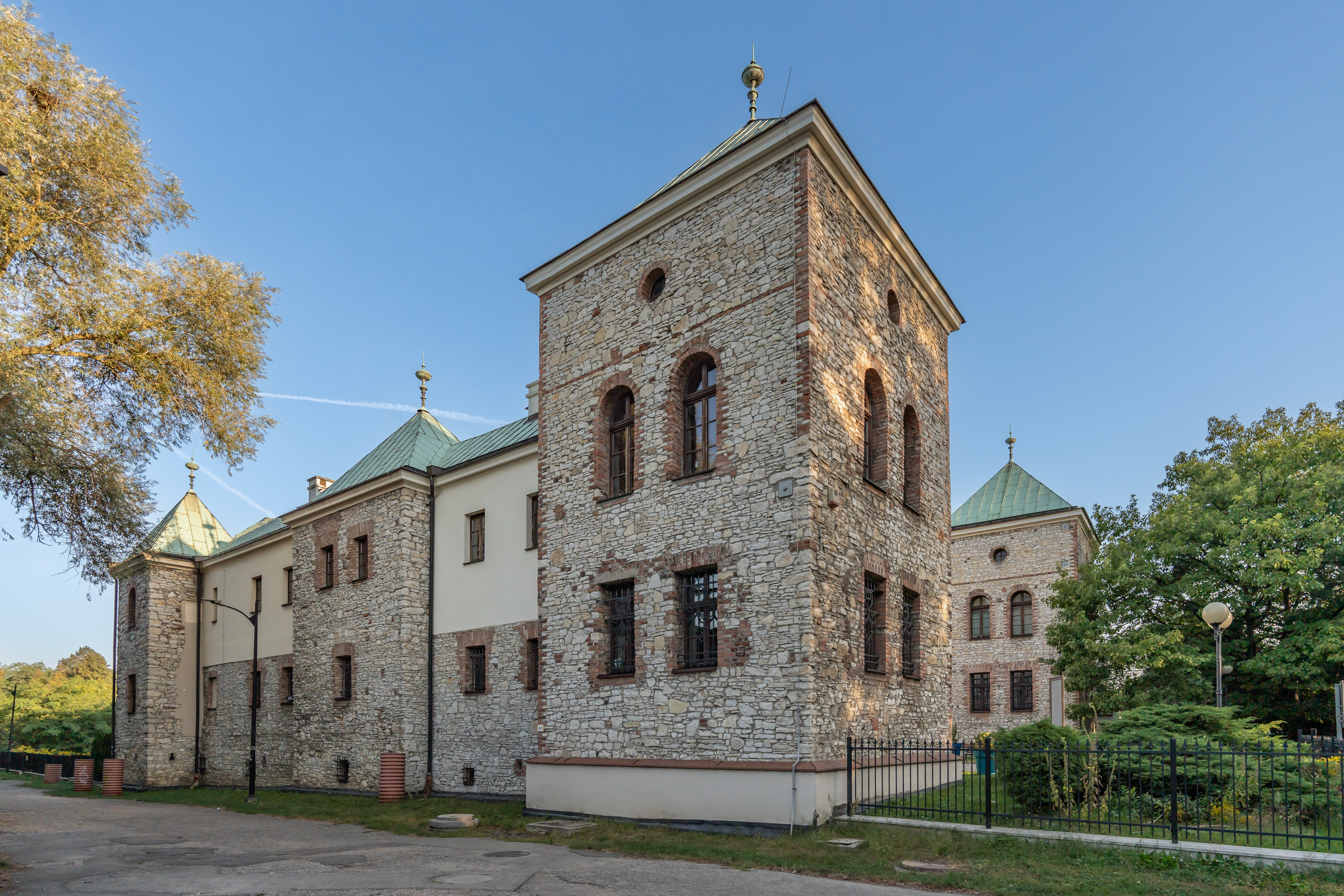
Castelo em Sielec
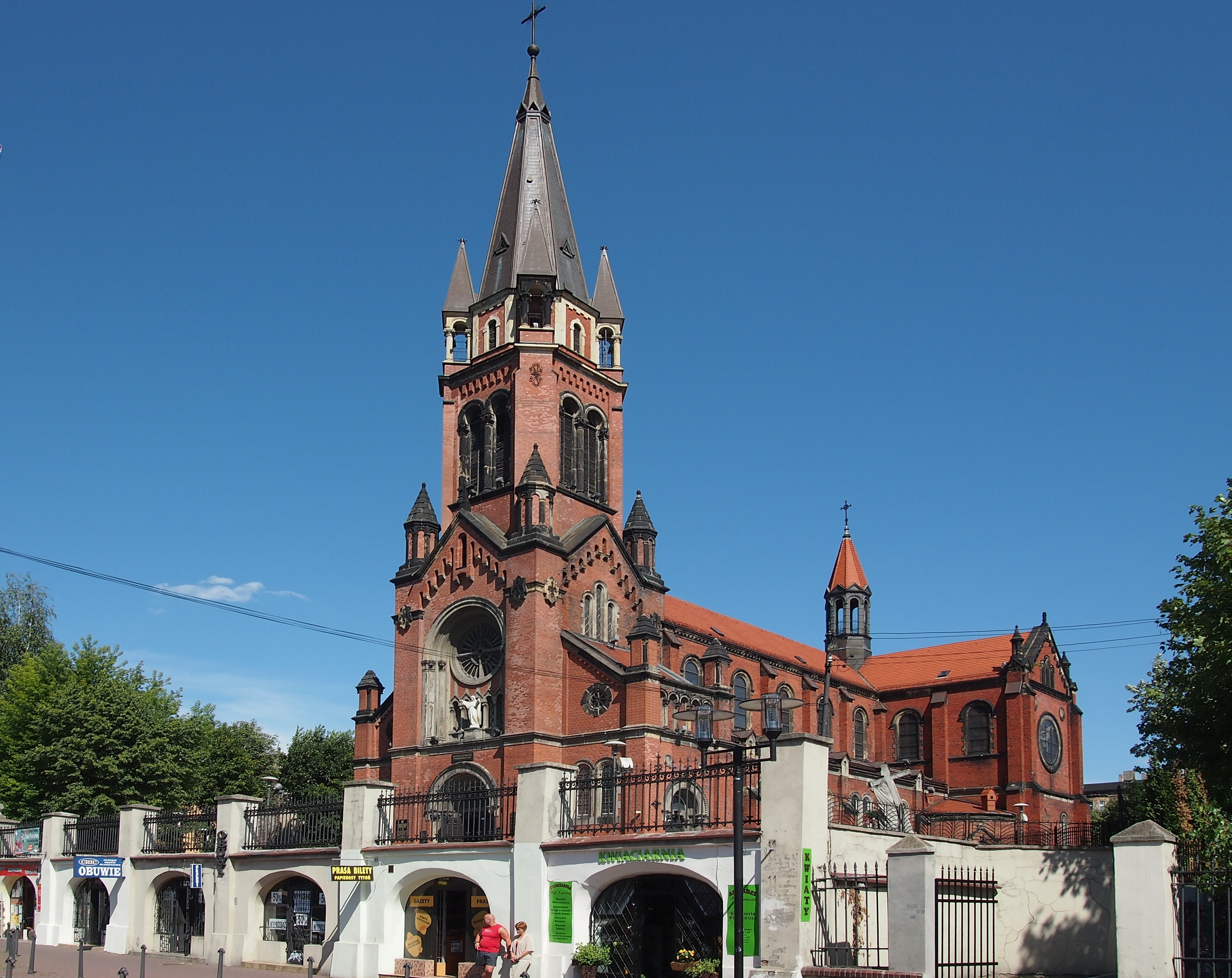
Catedral da Assunção da Virgem Maria
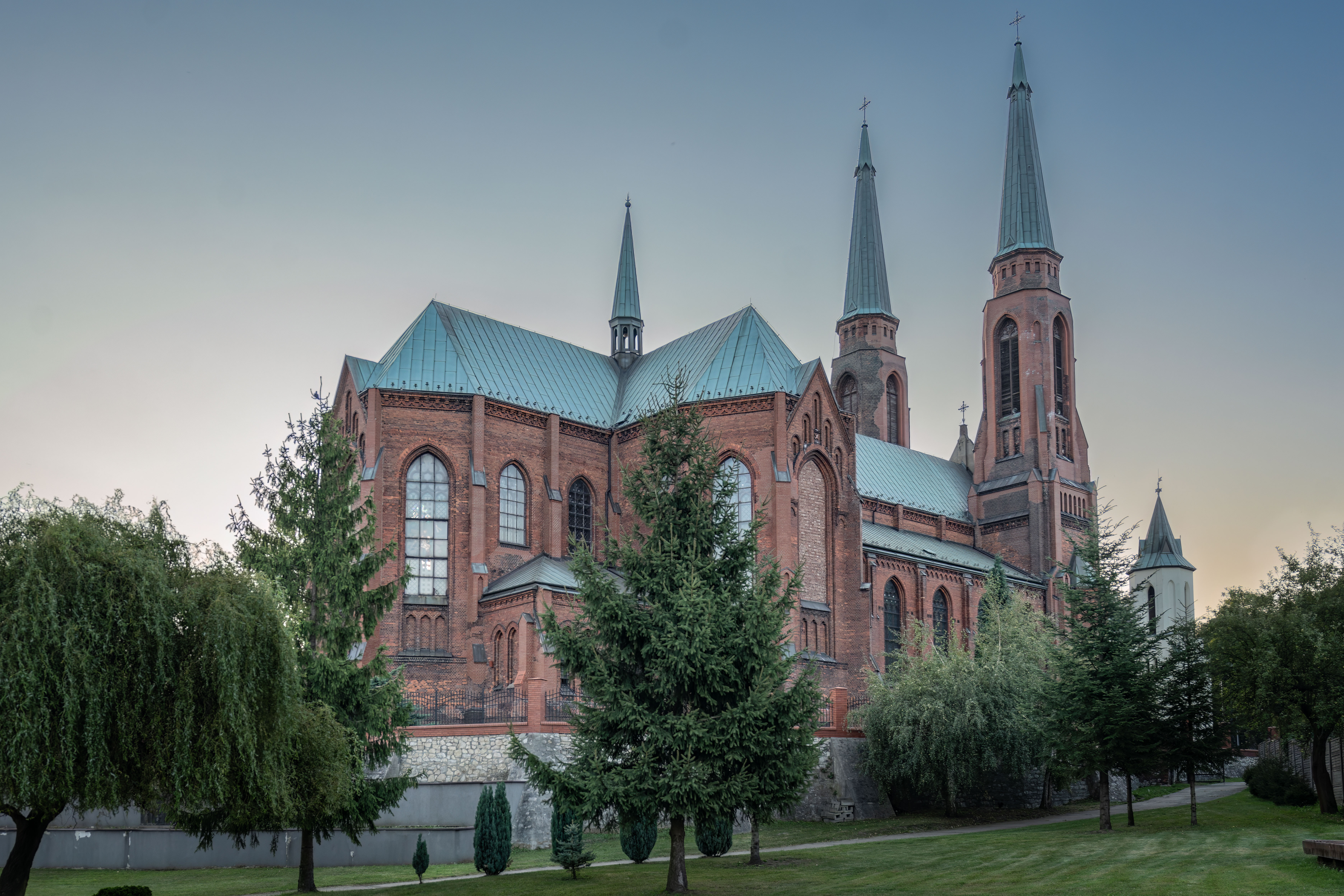
Igreja de São Joaquim
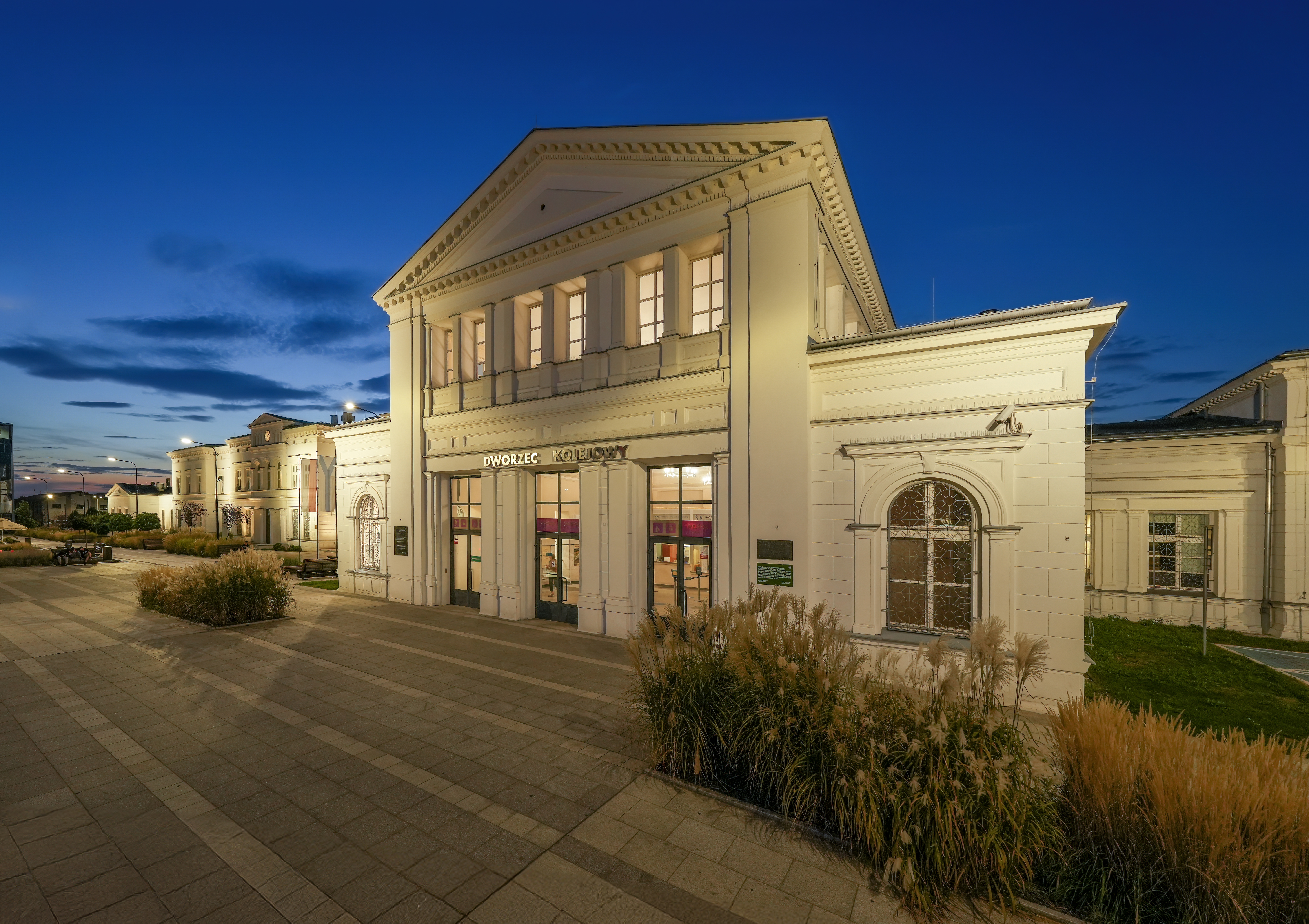
Estação Ferroviária

## Principais monumentos e atrações turísticas
- Castelo Sielecki - castelo do século XV no distrito de Sielec na fronteira com o parque do castelo histórico;
- Palácio Oskara Schön na Rua 1 de Maio - palácio eclético com uma torre neogótica característica no estilo do gótico inglês;
- Palácio Dietl - palácio neobarroco do final do século XIX no distrito de Pogoń, juntamente com um parque e um assentamento histórico;
- Palácio Ernst Schön com um complexo de parque e palácio - palácio neobarroco do final do século XIX no distrito de Środula;
- Casa Popular no estilo de Zakopane no distrito de Ostrowy Górnicze - mansão no estilo que remete à arquitetura montanhosa da parte polonesa dos Tatras;
- Igreja de São Joaquim em Sosnowiec - igreja da paróquia católica romana do meio do século XIX localizada no distrito de Zgórze;
- Igreja Ortodoxa dos Santos Fé, Esperança, Caridade e sua mãe Sofia - a única igreja do rito greco-católico num raio de 80 km;
- Centro de Educação Ambiental - Exotarium com parque de biodiversidade;
- Parque Kuronia com concha acústica e mini-zoo;
- Basílica Catedral da Assunção da Santíssima Virgem Maria decorada no interior com policromias de Włodzimierz Tetmajer[3][4].

## Esporte
O clube mais famoso da cidade é Zagłębie Sosnowiec, quatro vezes vencedora da Copa da Polônia e quatro vezes vice-campeão polonês de futebol, bem como cinco vezes campeão polonês de hóquei no gelo.